# Dienis Nikisza
Dienis Andriejewicz Nikisza (ros. Денис Андреевич Никиша; ur. 7 sierpnia 1995 w Kustanaju) – kazachski łyżwiarz szybki specjalizujący się w short tracku, trzykrotny olimpijczyk w latach 2014–2022.
Mieszka w Pawłodarze.

## Wyniki

### Igrzyska olimpijskie
- Soczi 2014
  - 1500 m - 31. miejsce
  - sztafeta mężczyzn 5000 m - 5. miejsce
- Pjongczang 2018
  - 500 m - 13. miejsce
  - 1500 m - 24. miejsce
  - sztafeta mężczyzn 5000 m - 6. miejsce
- Pekin 2022
  - 500 m - 8. miejsce
  - 1500 m - dyskwalifikacja
  - sztafeta mieszana - 5. miejsce

### Mistrzostwa świata
- Moskwa 2015
  - 500 m - 18. miejsce
  - 1000 m - 26. miejsce
  - 1500 m - dyskwalifikacja
  - wielobój - 30. miejsce
- Seul 2016
  - 500 m - 6. miejsce
  - 1000 m - 32. miejsce
  - 1500 m - 12. miejsce
  - wielobój - 12. miejsce
- Rotterdam 2017
  - 500 m - 14. miejsce
  - 1000 m - 23. miejsce
  - 1500 m - 26. miejsce
  - wielobój - 21. miejsce
  - sztafeta mężczyzn 5000 m - 6. miejsce
- Montreal 2018
  - 500 m - 7. miejsce
  - 1000 m - 15. miejsce
  - 1500 m - 5. miejsce
  - wielobój - 9. miejsce
- Dordrecht 2021
  - 500 m - 18. miejsce
  - 1000 m - 26. miejsce
  - 1500 m - 11. miejsce
  - wielobój - 17. miejsce
  - sztafeta mężczyzn 5000 m - 6. miejsce